# 萨尔共产党
萨尔共产党（德語：Kommunistische Partei Saar，缩写为KP或KPS）是1946年—1957年存在于萨尔保护领的一个共产主义政党。

## 历史
萨尔共产党、萨尔兰基督教人民党和萨尔兰社会民主党是法国军事政府于1945年12月13日通过法令批准在被占领的萨尔地区成立的首批政党。该党于1946年1月10日正式成立，最初取名为萨尔-纳厄区共产党。该党的首任主席是弗里德里希·尼科莱。
直到1955年，该党是萨尔保护领唯一一个反对并入法国、主张回归德国的合法政党。其意识形态立场与德国共产党一致。后来，该党完全追随德国共产党，遵循其指示，并事先与其协商政治行动。
在1947年萨尔兰州议会选举中，该党获得新成立的萨尔兰州议会的2个席位；1948年，由于卡尔·霍普退出该党的议会党团，导致党团解散。在1952年萨尔兰州议会选举中，该党获得4个议会席位；后来在萨尔兰基督教人民党和萨尔兰社会民主党的同意下，该党党团的人数增加到5人。在允许亲德政党参与的1955年萨尔兰州议会选举中，该党的选举成绩降至最低点。
该党还参加地方选举，并取得席位。例如，在1949年3月的市议会选举中，该党获得4936名市议会席位中的216个；在1949年4月的市长选举中，156位当选市长中有3人为该党成员。
萨尔保护领加入联邦德国后，联邦宪法法院于1957年3月将该党认定为已被取缔的德国共产党的替代组织。1957年4月9日，萨尔州内政部长正式宣布取缔该党。该党的办公室被关闭，文件被查封，党报《新时代》停止发行。
1959年7月17日—18日，萨尔州议会在选举资格审查程序中认定，该党前成员弗里茨·贝塞尔和埃里希·瓦尔赫的州议员身份被取消。但由于萨尔州宪法法院的临时命令，两人得以继续履行议员职责至1960年12月选举期结束。1961年，该案件被终结处理。